# اتحاد الاشتراكيين الديمقراطيين
اتحاد الاشتراكيين الديمقراطيين (بالروسية: Союз социал-демократов; ССД)‏ هي منظمة غير حكومية روسية تأسست في 20 أكتوبر 2007 من قبل الزعيم السوفيتي السابق ميخائيل جورباتشوف. 
تعود جذور الحزب إلى الحزب الاشتراكي الديمقراطي السابق لروسيا، والذي فقد وضعه الرسمي في أبريل 2007 بسبب انخفاض العضوية في الحزب.
تخطى اتحاد الاشتراكيين الديمقراطيين الانتخابات العامة لعام 2007، من أجل التركيز على هدفه النهائي: أن يصبح حزبًا سياسيًا جماهيريًا بحلول عام 2011.
في سبتمبر 2008، أعلن جورباتشوف تشكيل الحزب الديمقراطي المستقل لروسيا.

## روابط خارجية
- "الموقع الرسمي لاتحاد الاشتراكيين الديمقراطيين" (بالروسية). Archived from the original on 2021-06-15.
- "LJ- مجتمع اتحاد الاشتراكيين الديمقراطيين" (بالروسية). Archived from the original on 2022-01-04.[وصلة مكسورة]